# Soldatprov
Soldatprov är ett prov som genomförs av soldater under sin grundutbildning. Det genomförs i fältförhållanden och soldaten skall kunna visa sina färdigheter i olika uppgifter under hög fysisk belastning. Under hela provet skall soldaten hålla arbetspuls, samtidigt som prov på färdigheter genomförs. Provets längd och svårighetsgrad varierar kraftigt mellan olika länder och förband. I Sverige har trängregementet  åtta timmar som krav, medan exempelvis Försvarsmedicincentrum i Göteborg har kravet att arbetspuls hålls i 24 timmar.